# Vanina Vanini
Pour le film de Rossellini, voir Vanina Vanini (film, 1961).
 (janvier 2012).
Si vous disposez d'ouvrages ou d'articles de référence ou si vous connaissez des sites web de qualité traitant du thème abordé ici, merci de compléter l'article en donnant les références utiles à sa vérifiabilité et en les liant à la section « Notes et références ».
Vanina Vanini est une nouvelle de Stendhal parue en 1829 dans la Revue de Paris puis incluse dans les Chroniques italiennes après la mort de l'auteur.

## Historique
Stendhal est expulsé de Milan en 1821 parce qu'il témoigne trop de sympathie pour le carbonarisme ; cette bienveillance envers le mouvement libéral et unioniste transparaît dans la nouvelle Vanina Vanini, rédigée à Paris en 1829.

## Résumé
La nouvelle raconte l'histoire de Pietro Missirilli, un carbonaro qui lutte pour la liberté de l'Italie, et de Vanina Vanini, une princesse orgueilleuse, tous deux âgés de 19 ans. Le père de Vanina veut la marier à un prince, Don Livio Savelli un jeune homme que Vanina persécute[pas clair]. Elle refuse de l'épouser, et tombe amoureuse du carbonaro blessé par un coup de poignard, que son père cachait chez eux, à Rome.
Elle lui avoue son amour et lui fait de même. Mais le devoir appelle Pietro qui quitte Rome pour se joindre à une section de carbonari en Romagne. Il est d'ailleurs promu chef de cette section, une section importante avec des carbonari expérimentés.
La princesse ne peut supporter cela : il a selon elle bien plus d'amour pour la patrie que pour elle.
Alors, par jalousie, elle dénonce tous les membres de la section excepté Pietro mais celui-ci, par solidarité, se rendra aux forces de l'ordre. Vanina qui se sent coupable, va en prison et avoue tout à son amour, mais il la rejette. Elle finira mariée avec Don Livio Savelli, malgré l'orgueil qu'elle éprouve envers lui[pas clair] et son amour pour Pietro.

## Adaptation
La nouvelle a été adaptée au cinéma en 1922 par le réalisateur allemand Arthur von Gerlach : Vanina et en 1961 par le réalisateur italien Robert Rossellini : Vanina Vanini.

## Autour de la nouvelle
Dans le film Le Professeur, le personnage joué par Alain Delon, un professeur de poésie remplaçant, offre la nouvelle à une de ses élèves prénommée Vanina.